# Julie Smith (softball)
Pour les articles homonymes, voir Smith et Julie Smith.
Julie Smith, née le 10 mai 1968 à Glendora, est une joueuse de softball américaine. Championne olympique aux Jeux olympiques d'Atlanta avec l'équipe américaine de softball, elle évolue dans le champ intérieur en deuxième base.

## Biographie
Championne du monde junior avec l'équipe nationale en 1987, Julie Smith devient étudiante à l'université d'État de Californie à Fresno et est désignée All-American deux saisons consécutives en 1990 et 1991. Aux Jeux panaméricains 1995, elle frappe avec une moyenne au bâton de 27,6 % et marque huit points dans le triomphe américain. Sélectionnée pour les Jeux olympiques d'été de 1996 à Atlanta, elle remporte la médaille d'or à l'issue d'un tournoi dans lequel elle frappe à 23,8 % et réussit cinq coups sûrs. Exclue de l'équipe olympique américaine aux Jeux olympiques d'été de 2000, elle demande un arbitrage qui lui donne raison à trois reprises, estimant qu'elle était la meilleure joueuse disponible à son poste,. Accusée d'égoïsme, ses différends avec des joueuses expérimentées et cadres de l'effectif lui valent une exclusion définitive de l'effectif.

## Palmarès
- Médaille d'or aux Jeux olympiques d'été de 1996 à Atlanta, États-Unis[5].
- Médaille d'or au championnat du monde de softball 1994 à St. John's, Canada[6].
- Médaille d'or au championnat du monde de softball 1998 à Fujinomiya, Japon[7].
- Médaille d'or aux Jeux panaméricains 1991 à Indianapolis, États-Unis[1].
- Médaille d'or aux Jeux panaméricains 1995 à La Havane, Cuba[8].
- Médaille d'or aux Jeux panaméricains 1999 à Winnipeg, Canada[9].